# 中央通り (前橋市)
中央通り（ちゅうおうどおり）は、群馬県前橋市千代田町二丁目及び本町二丁目（旧・桑町）にある通りの名称。群馬県道黒保根前橋線（後の群馬県道4号前橋赤城線）の旧道のうち現在の中央アーケード南交差点から千代田町交差点までの区間を整備して作られた。

## 概要
以前は「桑町通り」と呼ばれていた。商店街としての名称は前橋中央通り商店街。この名称が表すように、前橋市随一の商店街である。
1962年（昭和37年）8月にアーケードが完成し、2002年（平成14年）に改修が行われた。

## 沿線・商店等
- 煥乎堂
- 香り処・日野屋
- 旬彩えん
- 千代田町薬局
- B級グルメ館
- グラッサ
- 鈴木ストア
- 広瀬川クリニック
- エイブル前橋中央店
- 群馬県こども福祉ネットワーク
- 東郷
- 八百徳支店
- 玉川屋
- なか又
- 菊屋
- 角田時計店
- セレクトフーズ・ベニフク
- パーラーレストラン・モモヤ
- 小川屋・みかん
- 中川原呉服店
- フランス健康サロン
- スズラン百貨店・前橋店
- 八幡屋
- 木暮電機
- グローバルマーケット
- 足利屋
- 江原屋本店
- パブセン
- Lファッション藤屋
- パン工房・シャトア
- 焙煎館
- ミュージックバー・ステアウェイ
- 福美吉野
- 白牡丹
- 柄沢陶器店
- ノーチェ・アズール
- 八百駒
- 山田屋陶器店
- 串揚げ処・集い屋
- トヤマかばん店
- 水本園
- ブティック・ペニーブルー
- 黒田人形店
- すずはん
- 前橋まちなか研究室
- マチナカさん
- まちなか音楽館
- シェアフラット馬場川
- MaebashiWorks
- comm
- （一財）桑町会館
- anomira
- まちなか分室

## 閉店・移転したもの
- じゃんじゃんらぁめん
- 前橋カツカミ
- 陶器店・菊屋
- ギャラリーアートスープ
- まちなか音楽館